# 山西省京剧院
37°51′18″N 112°32′50″E / 37.85491°N 112.54733°E

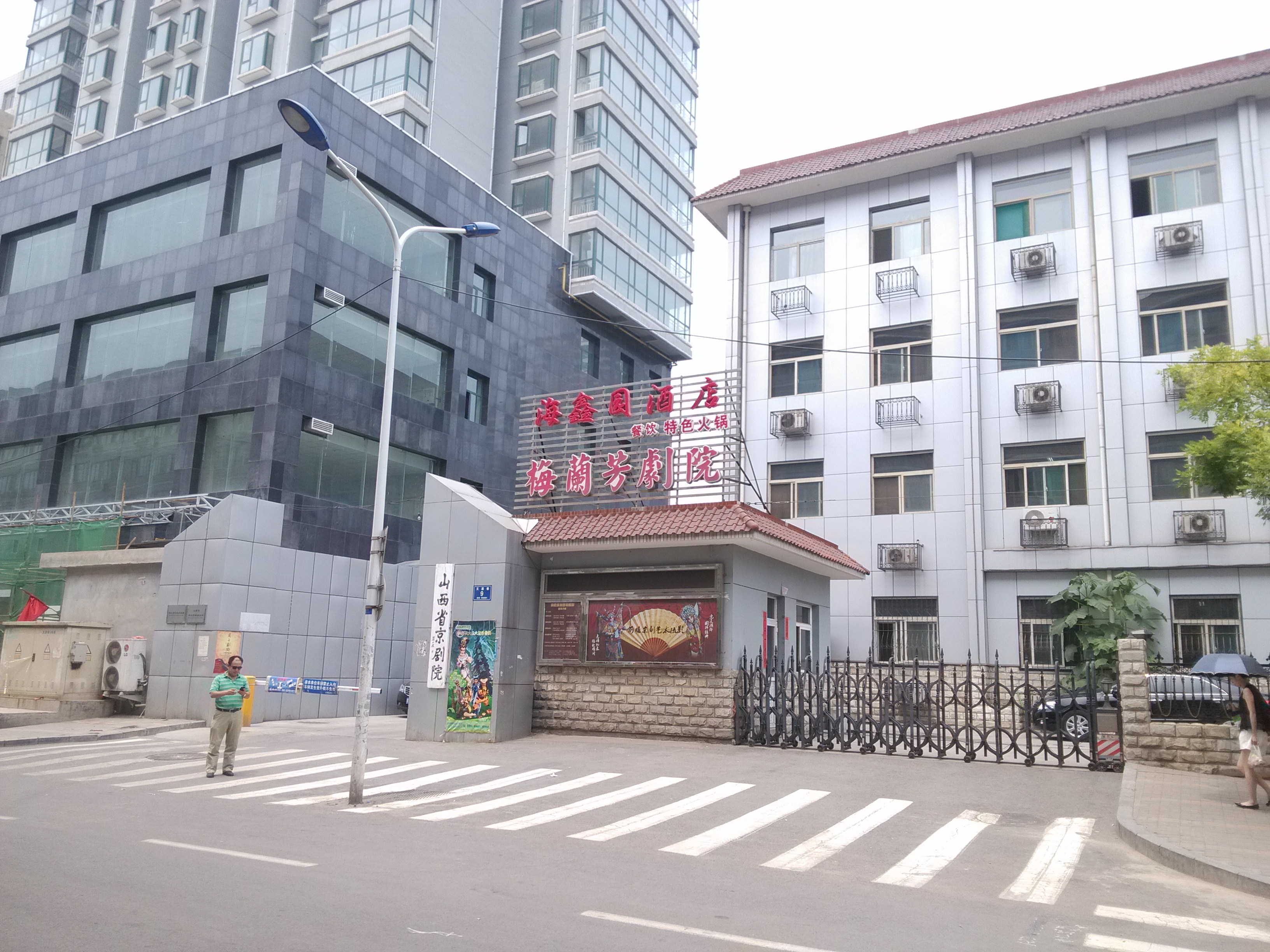
山西省京剧院正门

山西省京剧院，位于中华人民共和国山西省太原市文源巷69号，是山西省最大的京剧院。

## 沿革
原名天津市红风京剧团，1956年7月从天津迁来太原，开始名为太原市京剧团。1968年9月，改为山西省京剧团。1992年，扩建为山西省京剧院。著名演员有任岫云、李铁英、陈云超、李胜素、朱丽、贾艳丽、尚继春、张巍等。主要演出剧目有《古城会》、《玉堂春》、《金钱豹》、《郑成功》、《蔡锷与小凤仙》、《彩练明珠》等。